# Villagrande Strisaili
Villagrande Strisaili est une commune italienne de la province de Nuoro, dans la région insulaire de Sardaigne.

## Origine
Son nom est la traduction en italien de Bidda Manna (le grand village) avec l'ajout du mot Strisaili, Estrigaili au Moyen-âge, dont certains pensent qu'il provient du sarde trois ailes, trois bergeries. Certaines légendes racontent que le village serait né à la suite de l'installation ici de bergers provenant du village voisin de Talana ou de Desulo.

## Monuments et sites d'intérêt

### Site archéologique
La Muraille Mégalithique de Buruntaccu est un exemple remarquable de construction mégalithique, rare en Sardaigne par ses caractéristiques.
De nombreuses traces de la culture nuragique parsèment le territoire de Villagrande, et montrent l'intérêt particulier que les populations sardes ont toujours eu pour cette région, riche en cours d'eau et fertile. on trouve principalement les sites:
- le  Complexe nuragique de S'Arcu'e Is Forros ,sur ce vaste site , près du lac de barrage du haut Flumendosa, un grand temple à Mégaron ;
- le site archéologique de Sa Carcaredda.

## Culture
Il existe une lutte traditionnelle:"sa strumpa" proche de la la lutte celtique ou Gouren il est organise des championnats chaque annee .

## Longevite
Le village fait partie des zone bleu ,c' est un endroit ou une région où l’on recense un taux de longévité hors du commun, en d’autres termes on y compte un nombre de centenaires plus élevé que la moyenne. Il se trouve que c’est en Sardaigne que la plus forte concentration a été découverte dans les années 2000 par Gianni Pes et Michel Poulain. 

## Administration
| Période                                  | Période | Identité | Étiquette | Qualité |
| ---------------------------------------- | ------- | -------- | --------- | ------- |
|                                          |         |          |           |         |
| Les données manquantes sont à compléter. |         |          |           |         |

### Hameaux
Villanova Strisaili

### Communes limitrophes
Arzana, Desulo, Fonni, Girasole, Lotzorai, Orgosolo, Talana, Tortolì